# Corozal (distrikt)
Corozal er et nordligt distrikt i det mellemamerikanske land Belize. Distriktshovedstaden er byen Corozal. I 2010 lå befolkningstallet på 1860.